# Bluesthetic
Bluesthetic ist ein Jazzalbum von Steve Davis. Die am 6. Februar 2022 entstandenen Aufnahmen erschienen am 27. Mai 2022 auf Smoke Sessions.

## Hintergrund
Für Bluesthetic stellte der Posaunist Steve Davis eine All-Star-Band aus Musikern zusammen, mit denen er in den letzten 30 Jahren zusammengearbeitet hatte. So war der Pianist Geoff Keezer sein Bandkollege in der letzten Besetzung von Art Blakeys Jazz Messengers.
Davis ist der einzige Bläser bei dieser Session, die im Sear Sound Studio C in New York City stattfand; seine Begleiter sind der Gitarrist Peter Bernstein, der Vibraphonist Steve Nelson, der Pianist Geoff Keezer, der Bassist Christian McBride und der Schlagzeuger Willie Jones III. Sie spielen Davis-Eigenkompositionen und einen spontan erfundenen Blues mit dem Titel „Off the Cuff“. Davis’ Kompositionen beinhalten Hommagen an seine Helden und Beschwörungen von Orten, die für ihn von Bedeutung sind, notierte Michael Ullman. „A Star for Chick“ ist eine Hommage an den 2021 verstorbenen Chick Corea; auf „Silver at Sundown“ zollt Davis Horace Silver und dem lokalen Club in Hartford Tribut, in dem dieser spielte, bevor er dort 1950 von Stan Getz entdeckt wurde.

## Titelliste
- Steve Davis: Bluesthetic (Smoke Sessions)[1]

1. Encouragement 4:39
2. Silver at Sundown 6:35
3. Maybe So 6:25
4. Bedford Strolle 6:47
5. Faraway Dream 5:57
6. They Wore 44 8:19
7. Off the Cuff 7:30
8. Indigo to Azure 5:22
9. Bluesthetic 5:57
10. A Star for Chick 6:10

Die Kompositionen stammen von Steve Davis.

## Rezeption
Steve Davis sagte, dass er sich nie sehr weit vom Blues entfernt habe und beweise dies auch mit seinem Bluesthetic-Album, schrieb Michael Ullman in The Arts Fuse. Hier steche Geoff Keezer mit seinen großartigen Soli hervor; er spiele mit virtuoser Kraft und harmonischem Wagemut. Manchmal unterbreche er auch seine längeren Strophen, um ein paar beruhigende Akkorde zu stampfen: Er möchte uns daran erinnern, dass all diese Musik, einschließlich des geschmeidigen Spiels und des runden Tons des Bandleaders, angenehm swinge. Kompositionen wie „Bedford Stroll“ seien ansprechend direkt, die Stimmung sanft swingend. Sie alle würden sich nahtlos in die komfortable Musikwelt einfügen, die Davis erschaffe.

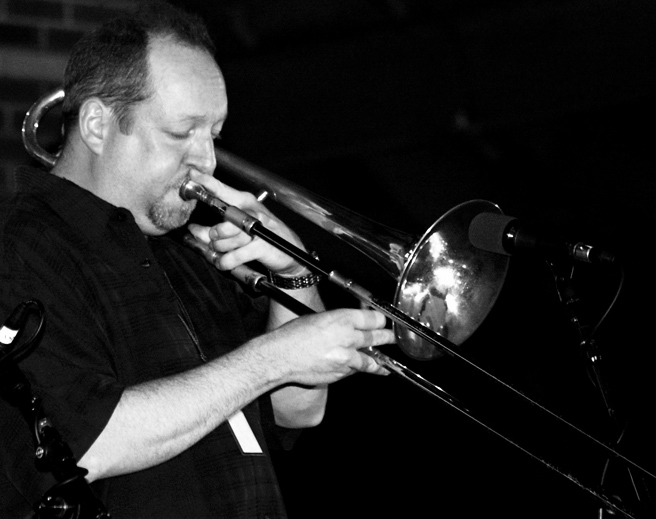
Steve Davis beim Hartford Jazz Festival 2007

Bluesthetic sei eines dieser entzückenden Alben, die in Bezug auf breite Aufmerksamkeit durch das Raster fallen können, schrieb
John Murph im Down Beat; die Songstrukturen seien nicht allzu kompliziert; nichts deute auf die Schrecken der COVID-19-Pandemie oder die rassistischen Ungerechtigkeiten in den USA hin; und es gebe nichts, was den neuesten, neumodischen Musiktrends entgegenkommt. Mit seiner agilen melodischen Phrasierung, seinem herzlichen Ton und seiner kompositorischen List würde der Posaunist Steve Davis wie ein kongenialer Held wirken, der ein Team anführe, von denen jeder mit individueller musikalischer Stärke und Persönlichkeit ausgestattet sei. Anstatt die Frontline mit anderen Bläsern zu teilen, habe Davis den Gitarristen Peter Bernstein und den Vibraphonisten Steve Nelson rekrutiert, was der Musik eine geschmeidigere harmonische Palette verleihe.
Für diese Veröffentlichung habe Steve Davis eine Gruppe erfahrener Musiker zusammengestellt, denen Führungspositionen nicht fremd sind, wobei Christian McBride zu dieser Zeit einen besonders hohen Bekanntheitsgrad hatte, da er seine eigene exzellente Big Band leitete, schrieb Peter Gamble (Jazz Journal). Die Ergebnisse seien zum Glück das, was man sich erhoffe; man könne eine Session erleben, die keine Wellen schlage und auch kein neues Paradigma schmiede, aber vielen Freude bereiten dürfte, die geradlinigen modernen Jazz mögen.
Michael Toland (The Big Takeover) meinte, die Vertrautheit der Musiker mit dem Spiel der anderen, mit dem Komponierstil des Bandleaders – erzeuge eine entspannte Atmosphäre, die Bluesthetic fast mühelos angenehm mache. Davis bevorzuge melodischen, swingenden Hardbop, der eingängige Melodien erzeuge und den Solisten dennoch viel Raum lasse. Tatsächlich würden die anderen mehr Raum einnehmen als der Chef – Davis spiele fast immer das Hauptthema eines Stücks, aber er überlasse das Rampenlicht bei fast jeder Gelegenheit gerne Nelson, Keezer und Bernstein. Diese Großzügigkeit führe zu Darbietungen, bei denen es mehr um den Ausdruck der Melodien im Ensemble als um die Improvisationen im Kreis der Musiker gehe; was „Silver at Sundown“, „Indigo at Azure“ und „A Star for Chick“ ausdrücken würde, könne auf unerwartete Weise in Erinnerung bleiben.